# Bilbil czerwonoplamy
Bilbil czerwonoplamy (Pycnonotus cafer) – gatunek średniej wielkości ptaka z rodziny bilbili (Pycnonotidae). Występuje w południowej Azji. Nie jest zagrożony wyginięciem.

## Zasięg występowania
Gatunek ten występuje w tropikalnym klimacie Azji Południowej, od zachodniego Pakistanu, Indii i Sri Lanki po Mjanmę i południowo-zachodnie Chiny. Ptak został wprowadzony przez człowieka lub samoistnie zaczął osiedlać się na wielu wyspach Pacyfiku, m.in. na Fidżi, Samoa, Tonga i na Hawajach. Pewnym jest, iż sam rozprzestrzenił się w części Dubaju, Emiratów Arabskich oraz Nowej Zelandii. Bilbil ten jest uznawany za jeden z najbardziej inwazyjnych gatunków na świecie, umieszczono go na liście IUCN:100 of the World's Worst Invasive Alien Species obejmującej zarówno zwierzęta, jak i rośliny.

## Taksonomia
W 1760 roku francuski zoolog Mathurin Jacques Brisson zamieścił opis bilbila czerwonoplamego w swojej Ornithologie na podstawie okazu, który błędnie uznał za pozyskany z Przylądka Dobrej Nadziei w Afryce Południowej. Użył francuskiej nazwy Le merle hupé du Cap de Bonne Espérance i łacińskiej Merula Cristata Capitis Bonæ Spei. Chociaż Brisson nadawał gatunkom nazwy łacińskie, nie są one zgodne z nazewnictwem binominalnym i nie są uznawane przez Międzynarodową Komisję Nomenklatury Zoologicznej. Kiedy w 1766 roku szwedzki przyrodnik Karol Linneusz zaktualizował swoje Systema Naturae do dwunastego wydania, dodał 240 gatunków wcześniej opisanych przez Brissona. Jednym z nich był bilbil czerwonoplamy. Linneusz zamieścił krótki opis, ukuł nazwę binominalną Turdus cafer i zacytował pracę Brissona, zaś jako miejsce typowe wskazał podany przez tegoż autora Przylądek Dobrej Nadziei. Jednak bilbil czerwonoplamy nie występuje w Afryce, zatem później lokalizację typową zmieniono na Sri Lankę, a następnie w 1952 roku niemiecki przyrodnik Erwin Stresemann określił ją jako Pondicherry w Indiach. Epitet gatunkowy cafer jest nowołacińskim określeniem Południowej Afryki. Gatunek ten jest obecnie umieszczany w rodzaju Pycnonotus, który wprowadził niemiecki zoolog Friedrich Boie w 1826 roku.
Obecnie wyróżnia się następujące podgatunki P. cafer:
- P. cafer humayuni – południowo-wschodni Pakistan, północno-zachodnie i północno-środkowe Indie;
- P. cafer intermedius – zachodnie Himalaje;
- P. cafer bengalensis – centralne i wschodnie Himalaje, północno-wschodnie Indie i Bangladesz;
- P. cafer stanfordi – północna Mjanma i południowe Chiny (zachodni Junnan[2][14]);
- P. cafer melanchimus – południowo-środkowa Mjanma (według niektórych źródeł także północna[2] lub zachodnia[14] Tajlandia);
- P. cafer wetmorei (syn. P. cafer saturatus) – wschodnie Indie;
- P. cafer cafer – południowe Indie;
- P. cafer haemorrhousus – Sri Lanka.

Kilka opisanych podgatunków jest uważanych za zbyt słabo zróżnicowane, a zatem zostały zsynonimizowane: w Indiach primrosei (Asam) i afer (Meghalaya) uznano za młodsze synonimy bengalensis, a vicinus (Mysuru) i pusillus (północno-wschodnie Tamilnadu) za młodsze synonimy podgatunku nominatywnego. Inne wcześniej rozpoznawane podgatunki – nigropileus (południe Mjanmy) i burmanicus (północ Mjanmy) – uważane są obecnie za hybrydy.

## Morfologia
Długość ciała 20–23 cm; masa ciała: samce 36–59 g, samice 31–52 g. Obie płcie są do siebie podobne.

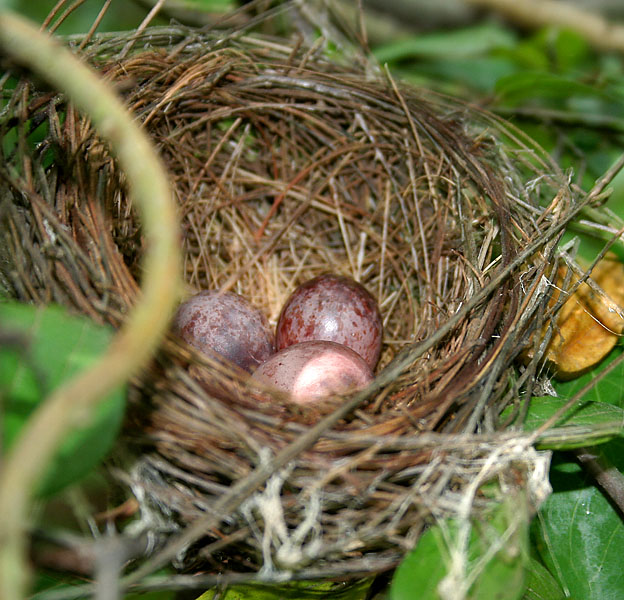
Jaja w gnieździe

## Status zagrożenia
Międzynarodowa Unia Ochrony Przyrody (IUCN) uznaje bilbila czerwonoplamego za gatunek najmniejszej troski (LC, least concern) nieprzerwanie od 1988 roku. Liczebność populacji nie jest dokładnie znana, aczkolwiek ptak ten opisywany jest jako generalnie pospolity, bardzo liczny w Nepalu, Indiach, Sri Lance i Bangladeszu, rzadki w Chinach. Trend liczebności populacji uznaje się za wzrostowy.